# アジア・メディア
アジア・メディアはバミューダ諸島に籍を置く株式会社である。
東証のアジア企業誘致に対応して初めて上場した中国本土系企業の第一号である。

## 沿革
- 2004年7月20日 - 設立。
- 2007年4月26日 - 東証マザーズに上場。
- 2008年6月23日 - 前CEOの崔建平が連結子会社の定期預金を私的に流用していたため辞任。
- 2008年7月25日 - 監理銘柄(審査中)に指定される。
- 2008年7月31日 - 監理銘柄(確認中)指定が解除される。
- 2008年8月19日 - 整理銘柄に指定される。8月20日付けで整理ポストへ移行。
- 2008年9月 - 日本向け公式ホームページがダウン、数日で復活。サーバートラブルだった模様。
- 2008年9月 - 監査法人が有価証券報告書の意見を不表明にしたため、上場廃止。
- 2009年11月 - 20,000,000:1の株式併合案が承認され、発行済み株式が3株になる。
- 2010年1月 - 株式併合に伴う1株未満株式について、併合前株式1株につき15円が支払われる。

## 連結子会社
- 北京寛視網絡技術有限公司 - コンピューターシステムの研究・開発・生産。システムインテグレーションなどを行う企業。100％子会社。
- 北京寛視軟件技術有限公司 - コンピューターシステムの研究・開発・生産。システムインテグレーションなどを行う企業。
- 北京寛視神州広告有限公司 - 中国に進出する外国企業向けの広告代理業務を行う企業。
- 北京寛視神通広告有限公司 - 広告の製作及び代理業務を行う企業。
- 瀋陽無限芸能広告有限公司 - 中国遼寧省、吉林省、黒龍江省における広告代理業務を行う企業。
- 北京無限芸能広告有限公司 - 中国北京市における広告代理業務を行う企業。

## 株価・株数の推移
上場前

発行済株式の総数  21,600,000株(2006年12月末)
- 2007年2月 - 新株予約権 535,000株 行使価格 2.5米ドル(285円) 従業員を対象にしたSO
- 2007年2月28日 - 全優先株の転換 26,080,000株 を確認。

上場後

発行済株式の総数  52,380,000株(2007年4月26日) 初値 672円 時価総額 35,199百万円
- 2007年4月26日 - 新株発行 4,700,000株 マザーズ上場 公募 640円 初値 672円
- 2007年5月25日 - 新株発行 1,050,000株 価格592円 上場時の追加売出しの補填目的
- 2007年12月19日 - 新株発行 5,500,000株 価格572円 総額 30億1,620万円 90日のロックアップあり

発行済株式の総数  58,930,000株(2007年12月末) 株価 469円 時価総額 27,638百万円
- 2008年11月24日 - 新株発行 41,070,000株 未上場　第三者割当 3円

発行済株式の総数  100,000,000株(2008年12月末)　未上場
- 2009年10月23日 - 20,000,000:1の株式併合案が可決される。

発行済株式の総数  3株(2010年1月末)　未上場